# Sportabzeichen

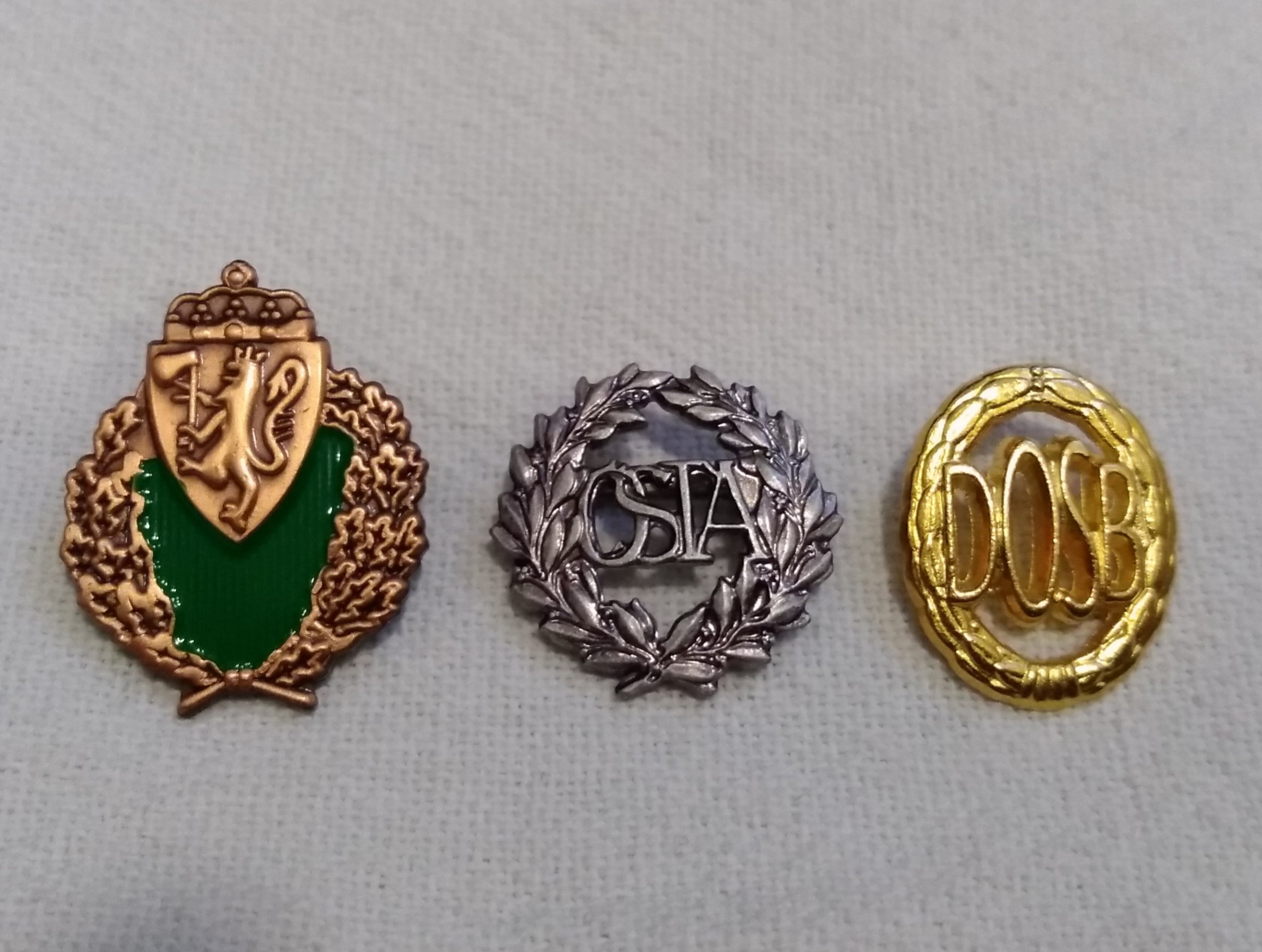
Sportabzeichen: Idrettsmerket (Norwegen), ÖSTA (Österreich) und Deutsches Sportabzeichen

Sportabzeichen ist der Oberbegriff für Ehrenzeichen, die von Organisationen und Sportverbänden nach Erfüllung bestimmter Leistungen auf der Ebene des Breitensports verliehen werden. Sie bestehen in der Regel aus einem tragbaren Abzeichen oder einer kleineren Anstecknadel; jeweils verbunden mit einer bestätigten schriftlichen Urkunde.
Nationale Sportabzeichen, die verschiedene Sportarten enthalten, können als staatliche Ehrenzeichen anerkannt sein.

## Arten von Sportabzeichen
Grundsätzlich ist zu unterscheiden zwischen Sportabzeichen mit der Funktion der:
- Dokumentation von vielseitigem Leistungsvermögen in mehreren verschiedenen Sportarten
- Dokumentation von Leistungsvermögen in einer spezifischen Sportart (z. B. Laufabzeichen oder Schnorcheltauchabzeichen)

Ein aktuelles Kennzeichen von Sportabzeichen ist die Möglichkeit, dass eine möglichst große Personenzahl diese absolvieren kann. Daher sind die für den Erwerb zu bringenden Leistungen oft nach Altersstufen, Geschlecht und Leistungsklassen gestaffelt.
Leistungsabzeichen für bestimmte Personen- oder Berufsgruppen können ebenfalls einen hohen Anteil an sportlichen Anforderungen enthalten. Allerdings dürfen diese Anforderungen nur von einem eingeschränkten Personenkreis absolviert werden – wie etwa im Feuerwehr-, Militär- und Polizeisport. Zusätzlich werden ggf. noch spezifische Tätigkeiten und Fachwissen geprüft. Daher sind auch das Deutsche Feuerwehr-Fitness-Abzeichen (DFFA) oder das Europäische Polizei-Leistungsabzeichen (EPLA) nur im weiteren Sinne Sportabzeichen.

### Sportabzeichen mit verschiedenen Disziplinen
Als erstes nationales Sportabzeichen gilt die Idrottsmärke aus Schweden, die im Jahr 1907 geschaffen wurde. Das Deutsche Sportabzeichen wird vom Deutschen Olympischen Sportbund verliehen und ist seit 1958 als Ehrenzeichen der Bundesrepublik Deutschland anerkannt.
Nationale Sportabzeichen, für die Leistungen in mehreren verschiedenen Disziplinen erbracht werden müssen, gab und gibt es z. B. auch in:
- Dänemark: Idrætsmærket; Verleihung seit 1921[3]
- Deutschland: Deutsches Sportabzeichen; 1912, Verleihung seit 1913[1]
- Norwegen: Idrettsmerket; Verleihung seit 1915[4]
- Österreich: Österreichisches Sport- und Turnabzeichen (ÖSTA); 1920, Verleihung seit 1921[5]
- Schweden: Idrottsmärke; Verleihung seit 1907[1]

Auszeichnungen und Ehrenzeichen für Leistungen im Breitensport, die mit Sportabzeichen vergleichbar sind, aber nicht als solche bezeichnet werden, gibt es z. B. in:
- Luxemburg: Brevet Sportif National; seit 1980[6]
- Niederlande: Vaardigheidsmedaille van de Nederlandse Sport Federatie; seit 1959 und Vorläufer seit 1914
- USA: Presidential Champion Award; 1956–2018

Das Europäische Jugendsportabzeichen (European Athletics Diploma) von 1963 ist ein Beispiel für ein nationenübergreifendes Sportabzeichen.
Auch auf regionaler Ebene wird Sportabzeichen verliehen wie etwa das Bayerische Sport-Leistungsabzeichen von 1948 bis 2012 oder seit 1997 das Baselbieter Sportabzeichen in Basel.

### Sportabzeichen für eine spezifische Sportart
Für eine Übersicht über Sportabzeichen in einzelnen Sportarten:
- Liste der Sportabzeichen (Deutschland)
- Liste der Sportabzeichen (Österreich)
- Liste der Sportabzeichen (Schweiz)

## Galerie

Sportabzeichen in Gold des DRA
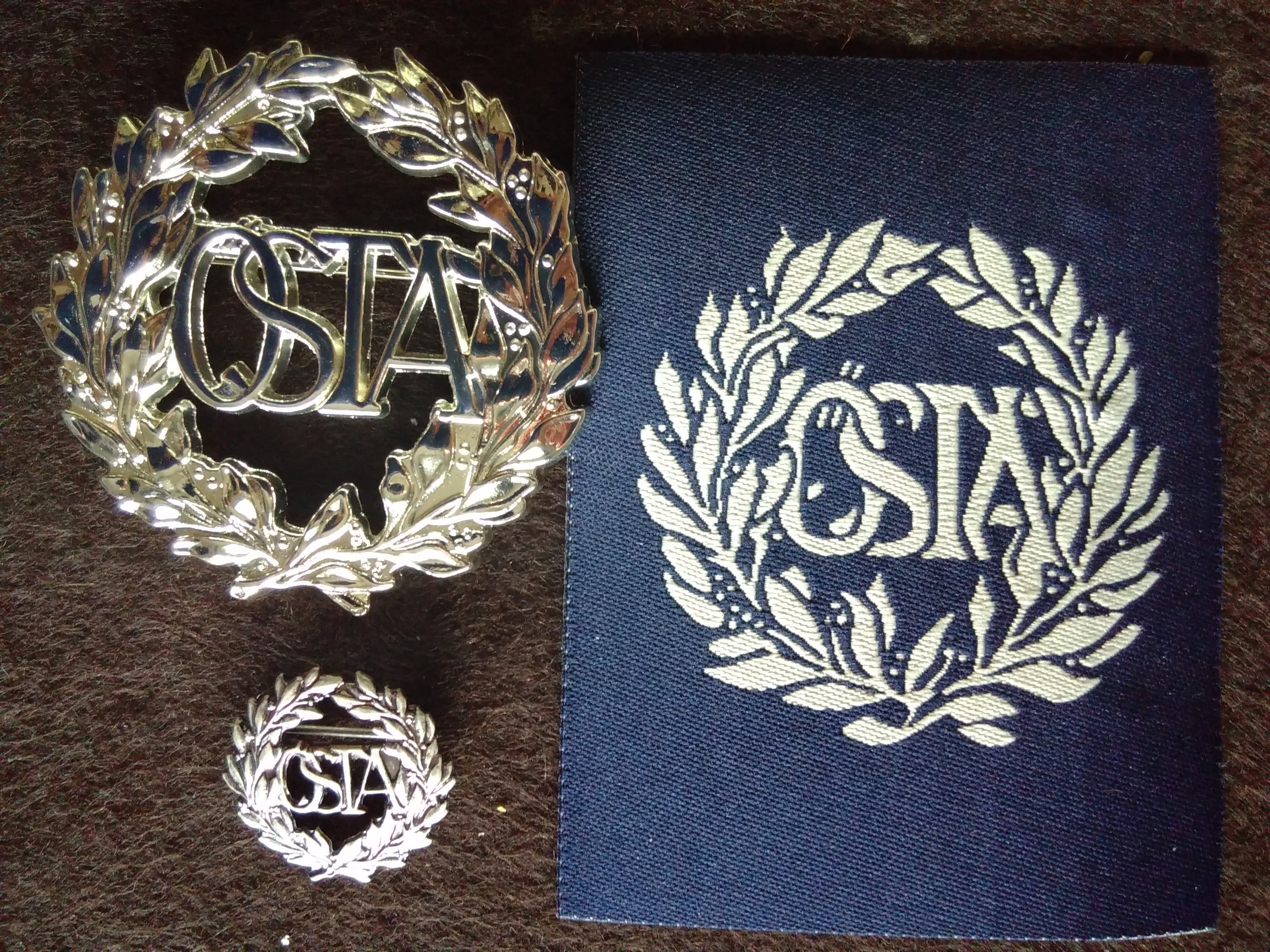
Österreichisches Sport- und Turnabzeichen (ÖSTA) in Silber, Grundstufe
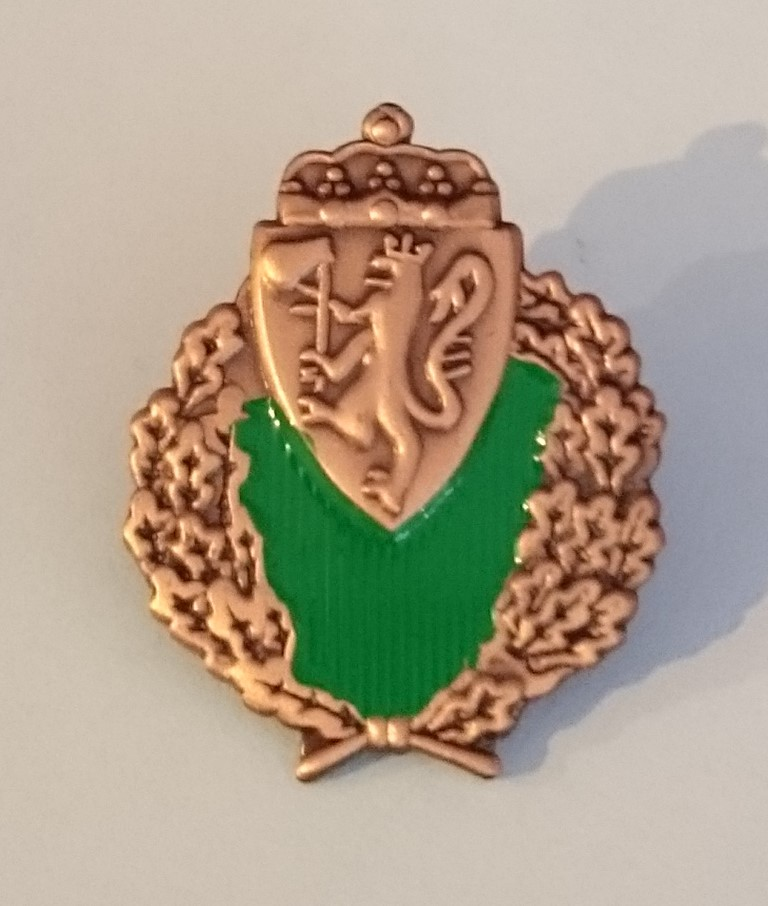
Norwegisches Sportabzeichen (Idrettsmerket) in Bronze
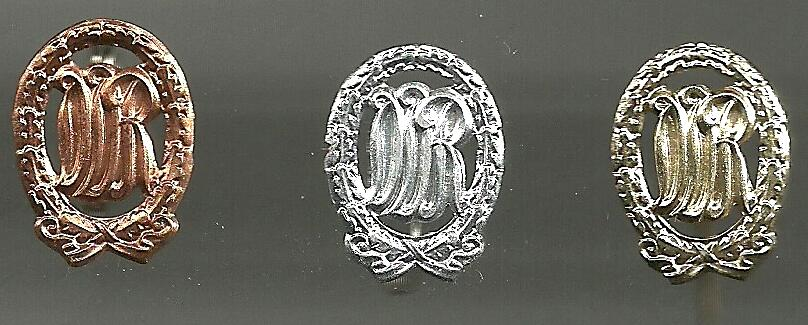
Sportleistungsabzeichen der DDR
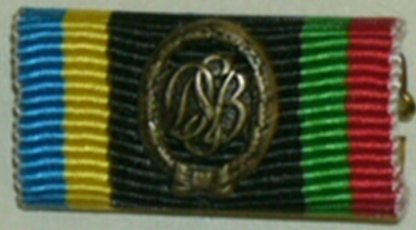
Bandschnalle Deutsches Sportabzeichen in Bronze (bis 2006)
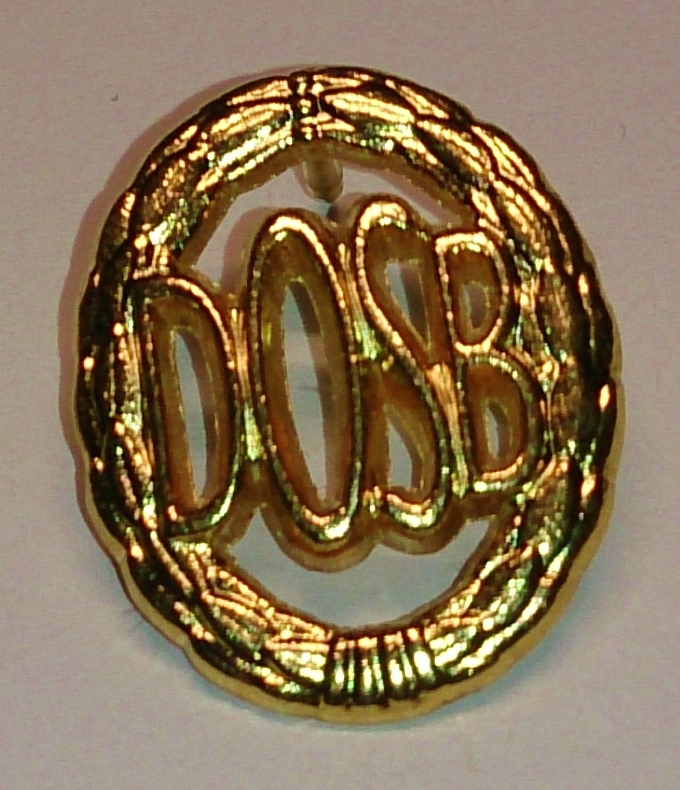
Deutsches Sportabzeichen in Gold (ab 2007)
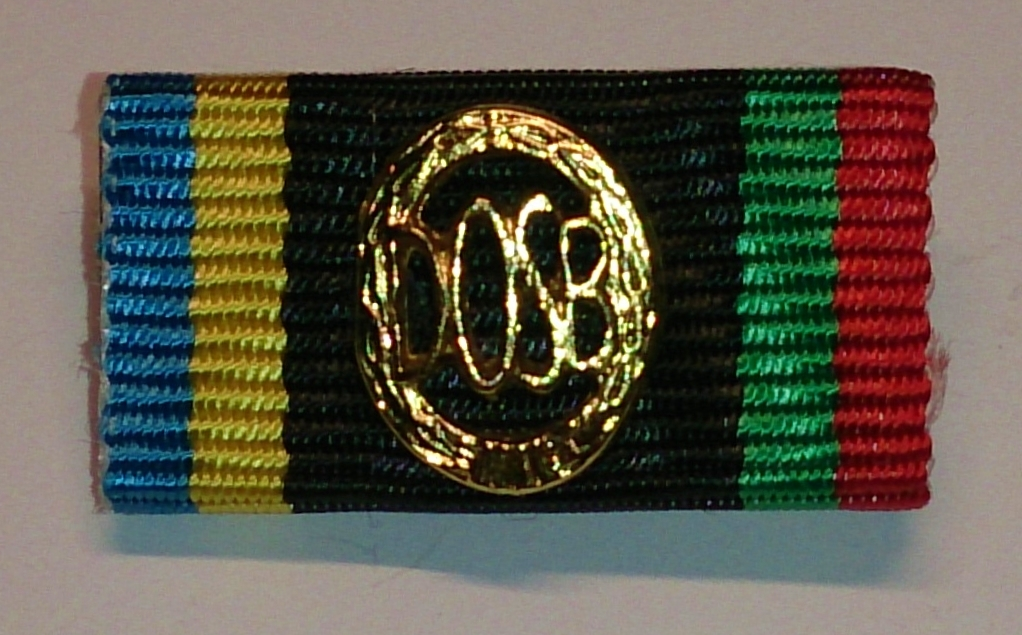
Bandschnalle Deutsches Sportabzeichen in Gold (ab 2007)